# Russell Williams (député)
Pour les articles homonymes, voir Russell Williams et Williams.
Russell Williams, né le 31 janvier 1953 à London, est un homme politique québécois, député de Nelligan à l'Assemblée nationale du Québec sous la bannière du Parti libéral du Québec de 1989 jusqu'à sa démission en 2004.

## Biographie

### Jeunesse
Russell Williams naît de Harold Williams et de Gloria Higgins en 1953. Il complète ses études secondaires à Beaconsfield avant de poursuivre ses études collégiales à l'université Sir George Williams. Il reçoit son baccalauréat en sciences sociales appliquées de l'Université Concordia en 1976.
Il occupe par la suite plusieurs postes administratifs, comme directeur du YMCA Montréal entre 1982 et 1983, directeur exécutif d'Alliance Québec de 1985 à 1986, directeur du Conseil de la santé du comté de Brant en 1988 et directeur de la Fondation canadienne des droits humains de 1988 et 1989, entre autres.

### Carrière politique
Il est élu au conseil municipal de Beaconsfield en 1983 et y reste jusqu'en 1986. Il participe aux élections générales québécoises de 1989 et est élu dans la circonscription de Nelligan. Il est réélu aux élections de 1994, 1998 et 2003. Pendant sa période à l'Assemblée nationale, il occupe plusieurs postes dans le conseil des ministres comme adjoint au ministre délégué aux Affaires intergouvernementales canadiennes Gil Rémillard, au ministre de la Santé et des Services sociaux Marc-Yvan Côté et au ministre de l'Emploi Serge Marcil. De 1994 à 1998, il est vice-président de la Commission des affaires sociales, puis de la Commission des finances publiques de 1999 à 2003 avant de redevenir adjoint au ministère de la Santé, Philippe Couillard, jusqu'à sa démission l'année suivante.
Le 9 mars 2004, Williams annonce sa démission au caucus libéral pour devenir lobbyiste auprès de l'entreprise pharmaceutique Rx&D. Il était connu comme l'un des rares députés non-francophones de l'époque et a lutté pour le droit des anglophones au Québec.

### Après la vie politique
Du 31 mars 2004 au 13 juin 2016, il est président de Rx&D - Les Compagnies de recherche pharmaceutique du Canada, devenu Médicaments novateurs Canada en janvier 2016,.
Il reçoit le prix d'Excellence de la Coalition pour les soins de vie de qualité du Canada et le prix Leadership de Recherche Canada. L'ancien homme politique refait les nouvelles en 2010 lorsqu'un colonel de l'armée canadienne du même nom a été arrêté pour deux meurtres et plusieurs viols. Le chroniqueur Patrick Lagacé de La Presse en a notamment fait la remarque.

## Résultats électoraux
|                                                                                               | Nom                        | Parti               | Nombre de voix | %      | Maj.   |
| --------------------------------------------------------------------------------------------- | -------------------------- | ------------------- | -------------- | ------ | ------ |
|                                                                                               | Russell Williams (sortant) | Libéral             | 27 934         | 77,6 % | 23 323 |
|                                                                                               | Micaël Poirier             | Parti québécois     | 4 611          | 12,8 % | -      |
|                                                                                               | Sabrina Duguay             | Action démocratique | 2 680          | 7,4 %  | -      |
|                                                                                               | Peter Graham               | Vert                | 541            | 1,5 %  | -      |
|                                                                                               | Giuliana Pendenza          | Égalité             | 233            | 0,6 %  | -      |
| Total                                                                                         | Total                      | Total               | 35 999         | 100 %  |        |
| Le taux de participation lors de l'élection était de 69,6 % et 241 bulletins ont été rejetés. |                            |                     |                |        |        |

|                                                                                               | Nom                        | Parti                 | Nombre de voix | %      | Maj.   |
| --------------------------------------------------------------------------------------------- | -------------------------- | --------------------- | -------------- | ------ | ------ |
|                                                                                               | Russell Williams (sortant) | Libéral               | 35 698         | 75,7 % | 28 206 |
|                                                                                               | André Tremblay             | Parti québécois       | 7 492          | 15,9 % | -      |
|                                                                                               | Martin Brunet              | Action démocratique   | 2 848          | 6 %    | -      |
|                                                                                               | John Novak                 | Égalité               | 840            | 1,8 %  | -      |
|                                                                                               | Érik Cossette              | Démocratie socialiste | 156            | 0,3 %  | -      |
|                                                                                               | Serge Tétreault            | Indépendant           | 140            | 0,3 %  | -      |
| Total                                                                                         | Total                      | Total                 | 47 174         | 100 %  |        |
| Le taux de participation lors de l'élection était de 79,9 % et 295 bulletins ont été rejetés. |                            |                       |                |        |        |

|                                                                                               | Nom                        | Parti                | Nombre de voix | %      | Maj.   |
| --------------------------------------------------------------------------------------------- | -------------------------- | -------------------- | -------------- | ------ | ------ |
|                                                                                               | Russell Williams (sortant) | Libéral              | 33 804         | 77,2 % | 25 794 |
|                                                                                               | Denise Cypihot             | Parti québécois      | 8 010          | 18,3 % | -      |
|                                                                                               | Bill Shaw                  | Égalité              | 871            | 2 %    | -      |
|                                                                                               | Paul Daoussis              | Communiste           | 447            | 1 %    | -      |
|                                                                                               | Claudette Benoit           | Parti économique     | 292            | 0,7 %  | -      |
|                                                                                               | Michael Oliver             | Loi naturelle        | 276            | 0,6 %  | -      |
|                                                                                               | Glenford Charles           | République du Canada | 111            | 0,3 %  | -      |
| Total                                                                                         | Total                      | Total                | 43 811         | 100 %  |        |
| Le taux de participation lors de l'élection était de 86,2 % et 556 bulletins ont été rejetés. |                            |                      |                |        |        |

|                                                                                               | Nom               | Parti           | Nombre de voix | %      | Maj.  |
| --------------------------------------------------------------------------------------------- | ----------------- | --------------- | -------------- | ------ | ----- |
|                                                                                               | Russell Williams  | Libéral         | 16 284         | 47 %   | 6 035 |
|                                                                                               | Jean-Pierre Isoré | Égalité         | 10 249         | 29,6 % | -     |
|                                                                                               | Marc Boudreau     | Parti québécois | 7 063          | 20,4 % | -     |
|                                                                                               | Jean-Paul Rioux   | NPD Québec      | 664            | 1,9 %  | -     |
|                                                                                               | Alexandre Kisak   | Indépendant     | 367            | 1,1 %  | -     |
| Total                                                                                         | Total             | Total           | 34 627         | 100 %  |       |
| Le taux de participation lors de l'élection était de 74,5 % et 573 bulletins ont été rejetés. |                   |                 |                |        |       |